# Großdruck
Unter Großdruck versteht man Leseausgaben in großer, leicht lesbarer Schrift (meist in Tertia). Die Schriftgröße liegt in der Regel zwischen 15 und 19 Punkt. Da stark sehbehinderte Menschen oft blendempfindlich sind, wird meist auf leicht gelbliches Papier gedruckt.
Bücher, die im Großdruckverfahren verlegt werden, kommen vor allem Personen entgegen, die das Lesen kleiner Schriftgrade ermüdet. Klassischerweise dienen sie älteren oder stark sehbehinderten Menschen.
Ein Großdruck muss nicht in serifenloser Schrift gesetzt sein. Auch die Angabe „leicht lesbare Schrift“ ist bei einer Sehbehinderung undeutlich. Durch Untersuchungen konnte nachgewiesen werden, dass die Ansicht, sehbehinderte Menschen brauchten serifenlose Schrift und diese müsse als Großdruck abgebildet sein, nicht zutreffend ist. Jede Sehbehinderung ist in ihrem Auftreten und ihrem Ausmaß bei jedem Betroffenen individuell ausgeprägt. Seheinschränkungen wie beispielsweise durch Glaukom, Katarakt, Makuladegeneration,  u. a. bedingen unterschiedliche Wahrnehmungen. Somit gibt es nicht die Schrift in einer Schriftgröße für jede Art von Sehbehinderung. Grundlage ist dagegen, dass eine Schrift klar und deutlich erkennbar ist, was bei einer nachgewiesenen Sehbehinderung individuell geprüft werden muss.
Bei Altersweitsichtigkeit, der häufigsten Art der Seheinschränkung bei älteren Menschen, kann ein Großdruck hilfreich sein. Verlage, die Großdruck herstellen, nutzen hierbei Serifen- wie serifenlose Schriften.
Zu den deutschsprachigen Verlagen, die Großdruckbücher verlegen, gehören unter anderem Droemer, DTV, Heyne, Rowohlt, Suhrkamp und Ueberreuter.
Blendempfindlichen Lesern hilft ein Schriftbild, das nicht überblendet (wie z. B. bei schwarzer Schrift auf weißem Grund). Das Lesen an einem Computermonitor kann deshalb für blendempfindliche Leser durch die Hintergrundbeleuchtung große Probleme bereiten.